# 伝燈寺里芋
伝燈寺里芋(でんどうじさといも)は、石川県金沢市で栽培されているサトイモの種類のひとつ。一般的なサトイモよりも、甘味や粘りが強いとされる。

## 概要
金沢市夕日寺地域において、200～300年前から米に代わる自家用の食糧として栽培されていたが、1965年（昭和40年）以降、農家数の減少に加え、安定した生産が難しいことから、ほとんど生産されなくなっていた。自家用栽培として零細な規模での作付で存続していたこの種に対し、金沢市内に住む男性が2000年代後半から本格的な栽培に乗り出し、2011年からはこの男性が会長を務める「伝燈寺里芋栽培研究会」において市場向けの栽培が実施されるようになっている。

## 歴史
地元の伝承では、200～300年前、金沢市御所町の奥に所在する伝燈寺に、京都から来た僧侶が広めたことが発祥とされる。一向一揆の時代、ここは真言宗派の門徒が集結する「北の砦」であった。門徒が集まるようになると食糧が必要になってきたが、この辺りは湿田地帯で、レンコンやクワなどしか栽培することができなかった。そこで米の代わりにサトイモの栽培を始めた。これが伝燈寺里芋の始まりである。
太平洋戦争中はサツマイモと並ぶ代用食として、また戦後も福井県大野市でサトイモが作られる以前、昭和40年代までは栽培が盛んであった。
上記の通り、2000年代後半からは地元在住者や県の農林総合事務所、発祥の地の近くにある金沢星稜大学などが、地域作物として市場に出す取り組みを継続している。

## 栽培

### 栽培の流れ
1. 3月下旬～4月中旬　    種イモの伏せ込み（芽出し）
2. 5月中旬～6月上旬　    植えつけ
3. 6月下旬 　 　   　 　 　 　 追肥
4. 7月下旬 　 　    　 　 　 　追肥
5. 8月下旬 　 　 　 　   　  　土寄せ
6. 10月中旬～12月上旬　収穫